# Luca Pacioli
Fra Luca Bartolomeo de Pacioli (névváltozat Paciolo) (Sansepolcro, 1445 – Sansepolcro, 1517. június 19.) olasz matematikus és ferences szerzetes. A szülőhelye (Borgo San Sepolcro) után nevezték Luca di Borgo-nak is.
Velencében és Rómában tanult, az 1470-es években lépett be a ferences rendbe, 1497-ig utazó matematikatanár volt, majd elfogadta
Ludovico Sforza meghívását, hogy Milánóban dolgozzon. Itt együttműködött Leonardo da Vincivel.

## Művei
Több matematikai műve jelent meg:
- Summa de arithmetica, geometria, proportioni et proportionalita (Velence 1494),
- Geometria (1509), Euklidész latin fordítása
- Divina proportione vagy későbbi nevén De divina proportione, illetve más nevén Divina ratio (1496–1498-ban Milánóban íródott, 1509-ben Velencében jelent meg)

A Summa de arithmetica… tartalmazza az első leírást a velencei könyvvezetési módszerről, amely később kettős könyvelés néven vált ismertté. Emiatt a „könyvelés atyja”-ként is ismert.
Leonardo da Vinci készítette az ábrákat a Divina proportione-hez, abban az időben, amikor matematika leckéket vett Paciolitól. A mű az aranymetszés szabályait tárgyalja, illetve ennek felhasználását az építészetben. A mű ezen kívül tárgyalja a perspektíva használatát a festészetben.

## Fordítás
- Ez a szócikk részben vagy egészben  a   Luca Pacioli című angol Wikipédia-szócikk ezen változatának fordításán alapul.  Az eredeti cikk szerkesztőit annak laptörténete sorolja fel. Ez a jelzés csupán a megfogalmazás eredetét és a szerzői jogokat jelzi, nem szolgál a cikkben szereplő információk forrásmegjelöléseként.